# Холомонда (река)
Холомонда (на гръцки: Χολομώντας, Холомондас или Ρέμα Μελισσουργού) е река в Егейска Македония, Гърция, част от водосборния басейн на Бешичкото езеро (Лимни Волви).

## Описание
Холомонда извира в едноименната халкидическа планина Холомонда, северно под връх Леригово (Ляригова, 820,6 m). Северно от Арнеа (Леригово) приема два притока, извиращи също от подножието на Леригово и под името Потамия продължава на север. Приема притока си Караникола и завива на северозапад под името Стакудзила. Приема притоците си Бурунус и Кутола, завива на запад, приема големия си ляв приток Куцикарли и излиза от планината източно от Маратуса (Долна Равна). Тук завива рязко на север, приема големия си десен приток Бургас източно от Мелисургос (Лезик) и се влива в Бешичкото езеро в местността Валта североизточно от Аполония (Пазаруда).

## Водосборен басейн
→ ляв приток, ← десен приток
- ← Караникола
- → Бурунус
- ← Кутола
- → Куцикарли

- ← Каламуди (Кяталика)

- → Коняри
- ← Бургас